# Cherchez la femme
Cherchez la femme [ʃɛʁʃe la ˈfam] je francouzská fráze, která v doslovném překladu znamená Hledejte ženu a která se v češtině používá ve tvaru Za vším hledej ženu.
Fráze pochází z knihy Alexandra Dumase staršího Pařížští Mohykáni (1854–1855), kde je v originálním textu několikrát napsáno:
"Cherchez la femme, pardieu! Cherchez la femme!'"
V doslovném překladu:
"Hledejte ženu, přisámbůh! Hledejte ženu!'"
Dumas frázi také použil v dramatizaci románu z roku 1864, kde se říká:
"Il y a une femme dans toute les affaires; aussitôt qu'on me fait un rapport, je dis: Cherchez la femme'".
V doslovném překladu:
"Ve všech záležitostech je nějaká žena; jen co mi podají zprávu, říkám: Hledejte ženu'".
Táto fráze je používána v detektivních příbězích jako klišé, že není důležité, jaký je problém, protože nejčastěji je jeho původ u nějaké ženy. Fráze může být v širším slova smyslu používána také na to, aby posluchače přiměla hledat příčinu vzniku problému.